# Urbanya
Urbanya  (en catalan Orbanyà) est une commune française située dans le département des Pyrénées-Orientales, en région Occitanie.
Ses habitants sont appelés les Urbanyains et Urbanyaines.
Urbanya est une commune rurale qui compte 45 habitants en 2022, après avoir connu un pic de population de 488 habitants en 1831. Elle fait partie de l'aire d'attraction de Prades. Ses habitants sont appelés les Urbanyains ou  Urbanyaines.

## Géographie

### Localisation
La commune d'Urbanya est située dans la région naturelle du Conflent, au sein du massif du Madrès, à l’extrémité nord-orientale de la chaîne des Pyrénées, qui occupe une zone intermédiaire entre la région méditerranéenne et les premiers hauts sommets pyrénéens. Il culmine au Pic de Madrès à 2 469 m d’altitude et sa superficie est de l’ordre de 360 km2. La partie centrale du massif se situe à 65 km du littoral méditerranéen (de 55 à 78 km). La mairie d'Urbanya se situe à 880 m d'altitude.
La vallée d'Urbanya est dominée par les garrigues et maquis, offrant un paysage vierge d'habitations. Le village d'Urbanya, à l'image très montagnarde avec ses maisons couvertes de lloses, est installé en fond de vallée et entouré de terrasses plus ou moins abandonnées.

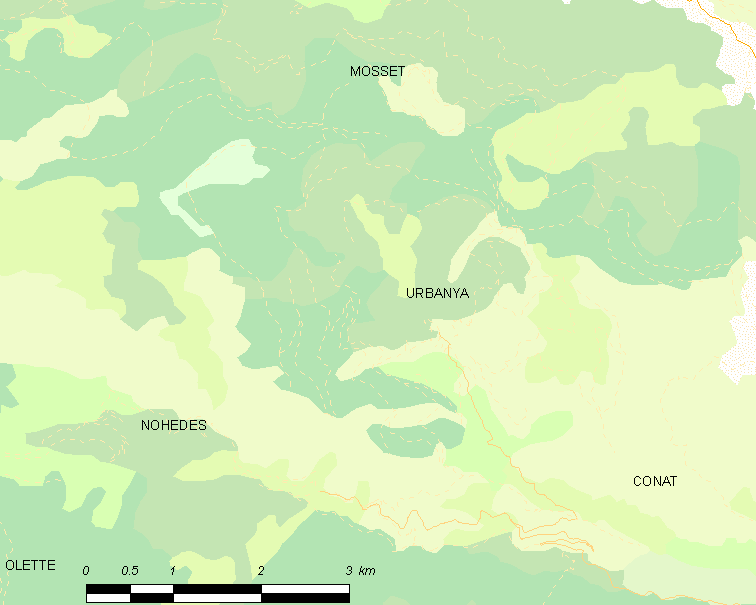
Situation de la commune.

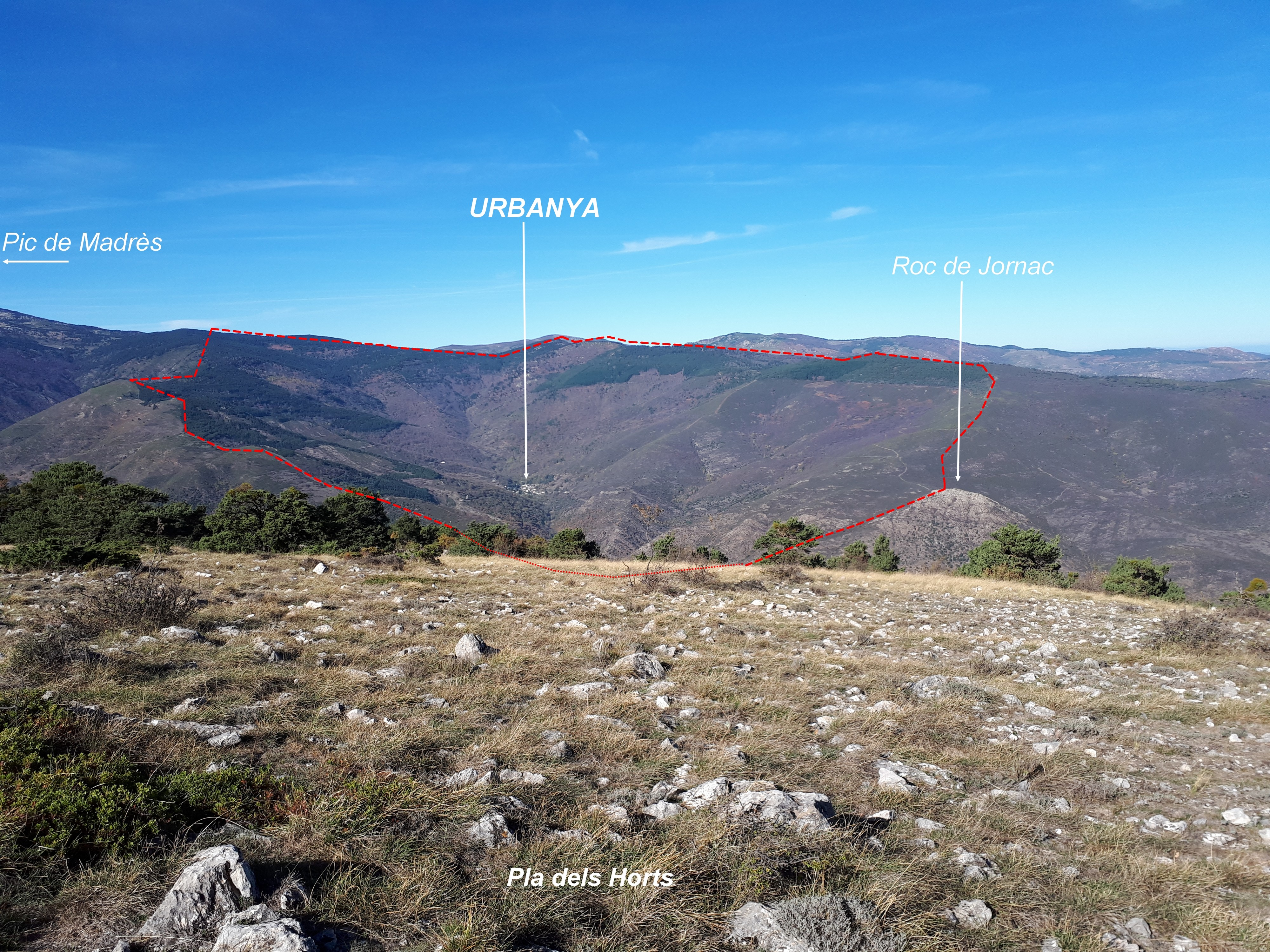
Urbanya, vu du sud. La ligne pointillée indique la limite approximative de la commune.

### Communes limitrophes
|         | Mosset  |       |
|         | Urbanya |       |
| Nohèdes |         | Conat |

### Géologie et relief

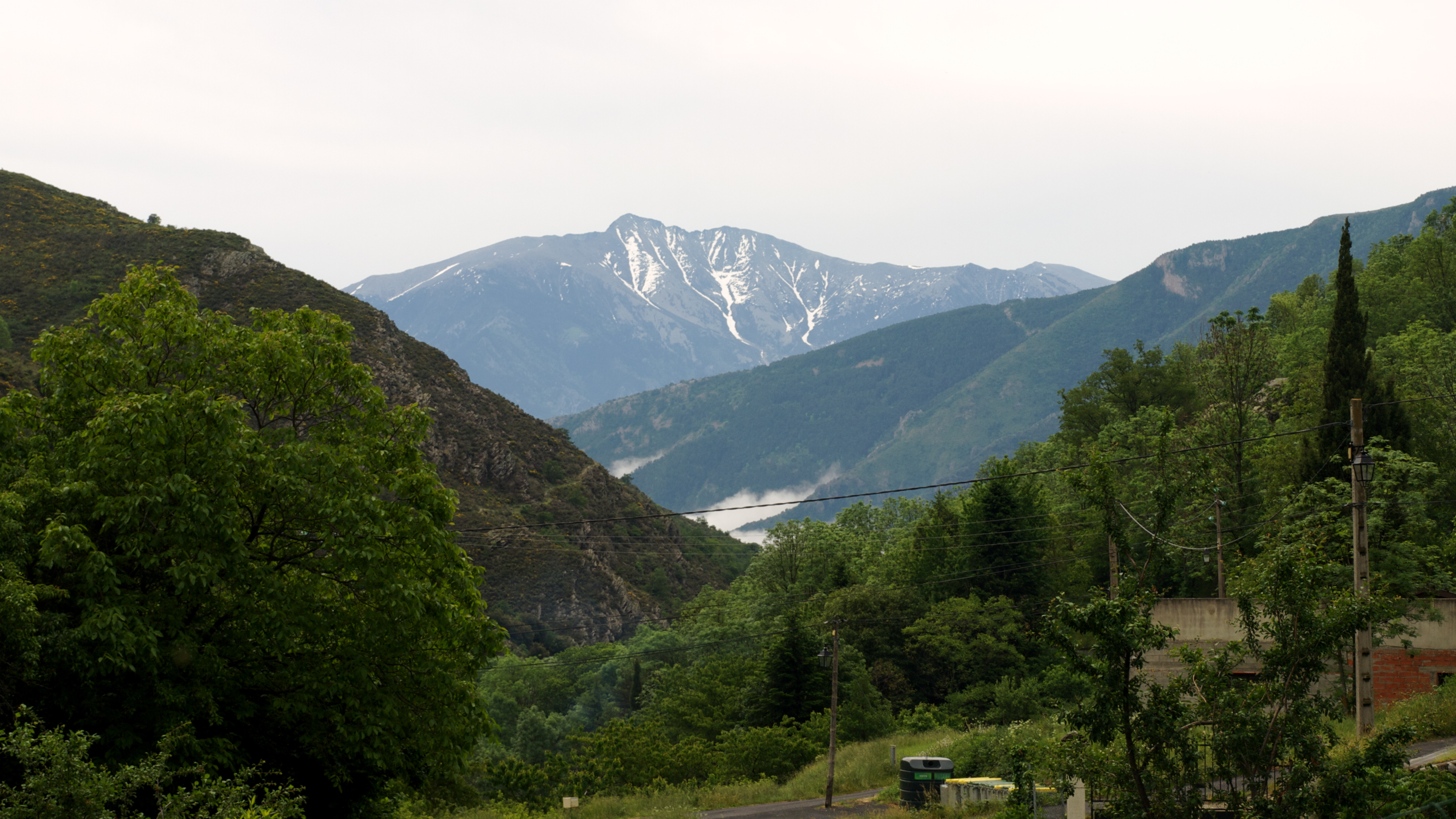
La vue du pic du Canigou depuis le cœur du village

Le massif du Madrès est constitué de roches issues du socle hercynien, plus ou moins métamorphisées lors du soulèvement pyrénéen durant l'ère tertiaire. Les substrats sont variés :
- des granites sur le sommet, formant un relief en croupe aplanie creusée de cirques, avec des pelouses d'altitude parsemées de chaos granitiques ;
- des schistes métamorphiques du Silurien à la base du massif, entaillés de profondes vallées en V, qui donnent une teinte sombre aux paysages arides des soulanes ;
- des calcaires du Dévonien sur le mont Coronat, avec des filons de marbres, notamment utilisés pour la construction de Villefranche-de-Conflent.

Cette diversité de substrats, associée à l'amplitude altitudinale, explique la richesse floristique rencontrée.
La commune est classée en zone de sismicité 4, correspondant à une sismicité moyenne.

#### Exemples de types de roches dans la commune[Carte 1],[Carte 2],[3]

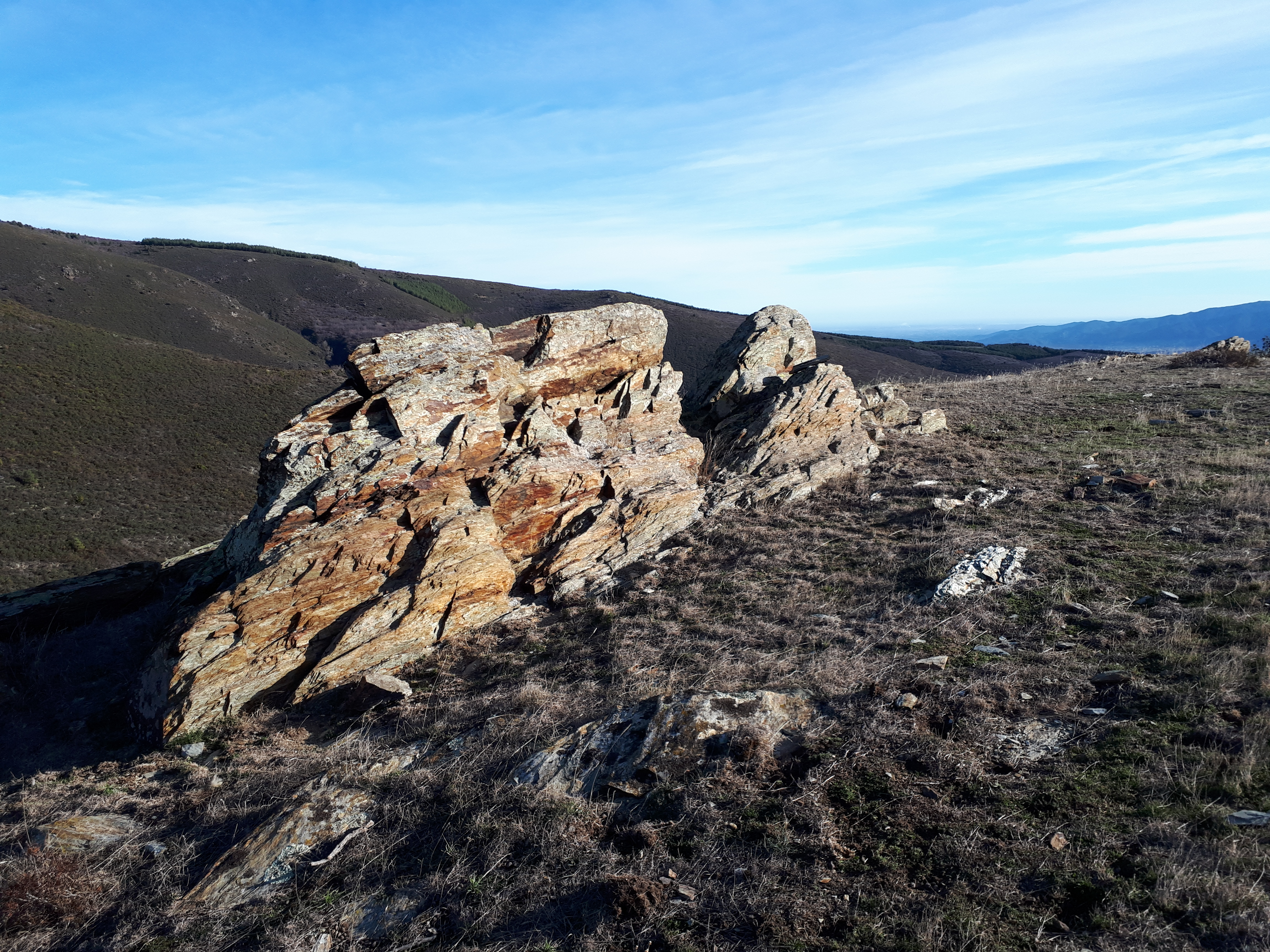
Affleurement de schiste du Cambrien (c. 500Ma), Roc de Jornac.
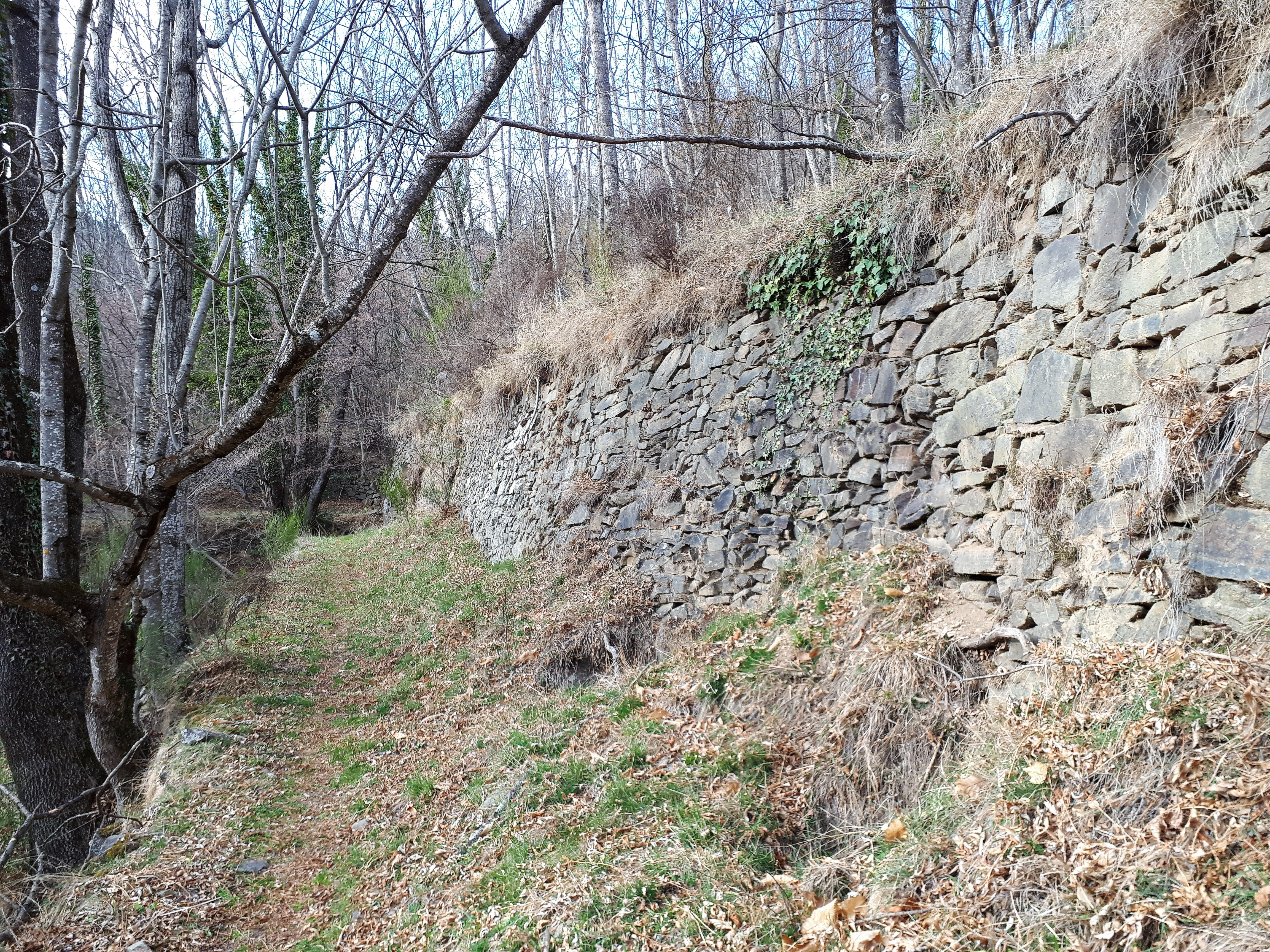
Mur construit en bordure d'un sentier au nord-ouest du village, avec des blocs de roche schisto-gréseuse, de l'Ordovicien (c. 450Ma).
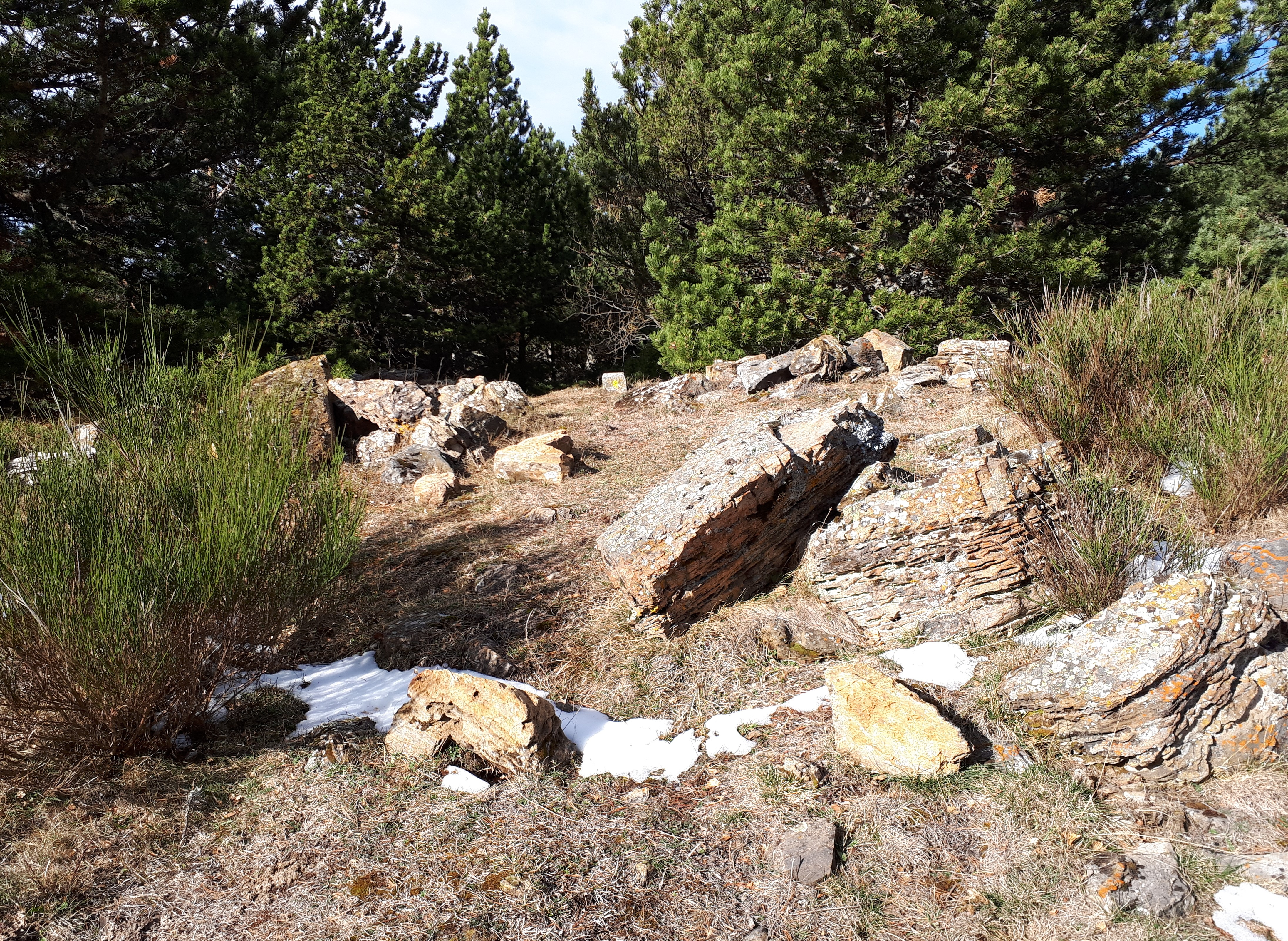
Affleurement de dolomie du Dévonien (c. 400Ma), Pic del Torn.
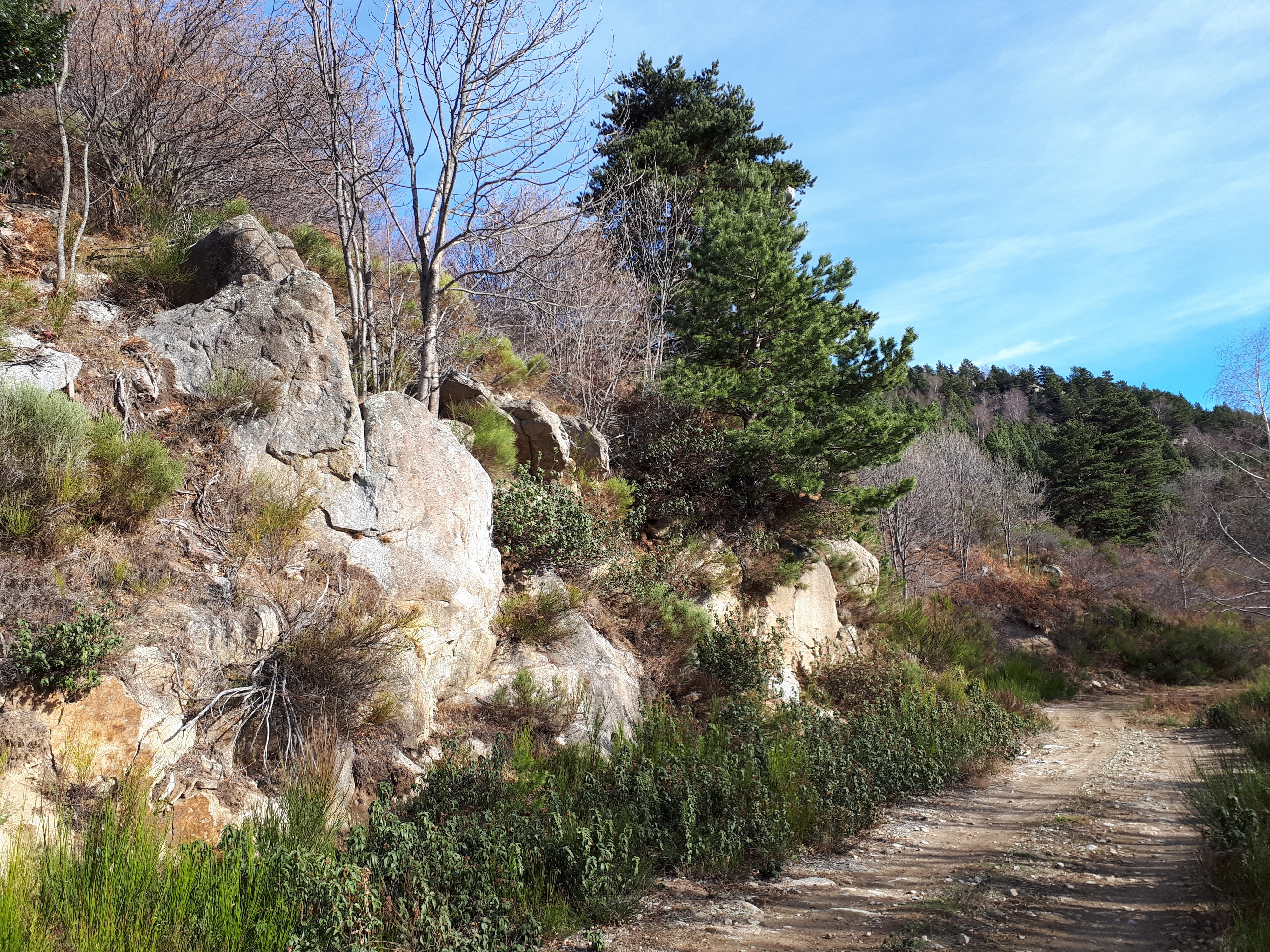
Affleurement de granite hercynien (c. 300Ma), Puig del Rocater.

### Hydrographie
La rivière d'Urbanya est le principal cours d'eau qui traverse le village avant de se jeter dans la Caillau au fond de la vallée.

### Voies de communication et transports
La route départementale 268 dessert le village depuis son embranchement sur la RD 26.

### Climat
Pour des articles plus généraux, voir Climat de l'Occitanie et Climat des Pyrénées-Orientales.
En 2010, le climat de la commune est de type climat méditerranéen altéré, selon une étude du CNRS s'appuyant sur une série de données couvrant la période 1971-2000. En 2020, Météo-France publie une typologie des climats de la France métropolitaine dans laquelle la commune est exposée à un climat de montagne ou de marges de montagne et est dans la région climatique Pyrénées orientales, caractérisée par une faible pluviométrie, un très bon ensoleillement (2 600 h/an), un air sec, particulièrement en hiver et peu de brouillards.
Pour la période 1971-2000, la température annuelle moyenne est de 10,5 °C, avec une amplitude thermique annuelle de 14,5 °C. Le cumul annuel moyen de précipitations est de 919 mm, avec 6,9 jours de précipitations en janvier et 5,6 jours en juillet. Pour la période 1991-2020, la température moyenne annuelle observée sur la station météorologique la plus proche, située dans la commune d'Eus à 13 km à vol d'oiseau, est de 13,6 °C et le cumul annuel moyen de précipitations est de 539,8 mm,. Pour l'avenir, les paramètres climatiques de la commune estimés pour 2050 selon différents scénarios d'émission de gaz à effet de serre sont consultables sur un site dédié publié par Météo-France en novembre 2022.

## Urbanisme

### Typologie
Au 1er janvier 2024, Urbanya est catégorisée commune rurale à habitat très dispersé, selon la nouvelle grille communale de densité à sept niveaux définie par l'Insee en 2022.
Elle est située hors unité urbaine. Par ailleurs la commune fait partie de l'aire d'attraction de Prades, dont elle est une commune de la couronne,. Cette aire, qui regroupe 26 communes, est catégorisée dans les aires de moins de 50 000 habitants,.

### Occupation des sols
L'occupation des sols de la commune, telle qu'elle ressort de la base de données européenne d’occupation biophysique des sols Corine Land Cover (CLC), est marquée par l'importance des forêts et milieux semi-naturels (100 % en 2018), une proportion identique à celle de 1990 (100 %). La répartition détaillée en 2018 est la suivante : 
forêts (62,8 %), milieux à végétation arbustive et/ou herbacée (37,2 %). L'évolution de l’occupation des sols de la commune et de ses infrastructures peut être observée sur les différentes représentations cartographiques du territoire : la carte de Cassini (XVIIIe siècle), la carte d'état-major (1820-1866) et les cartes ou photos aériennes de l'IGN pour la période actuelle (1950 à aujourd'hui).

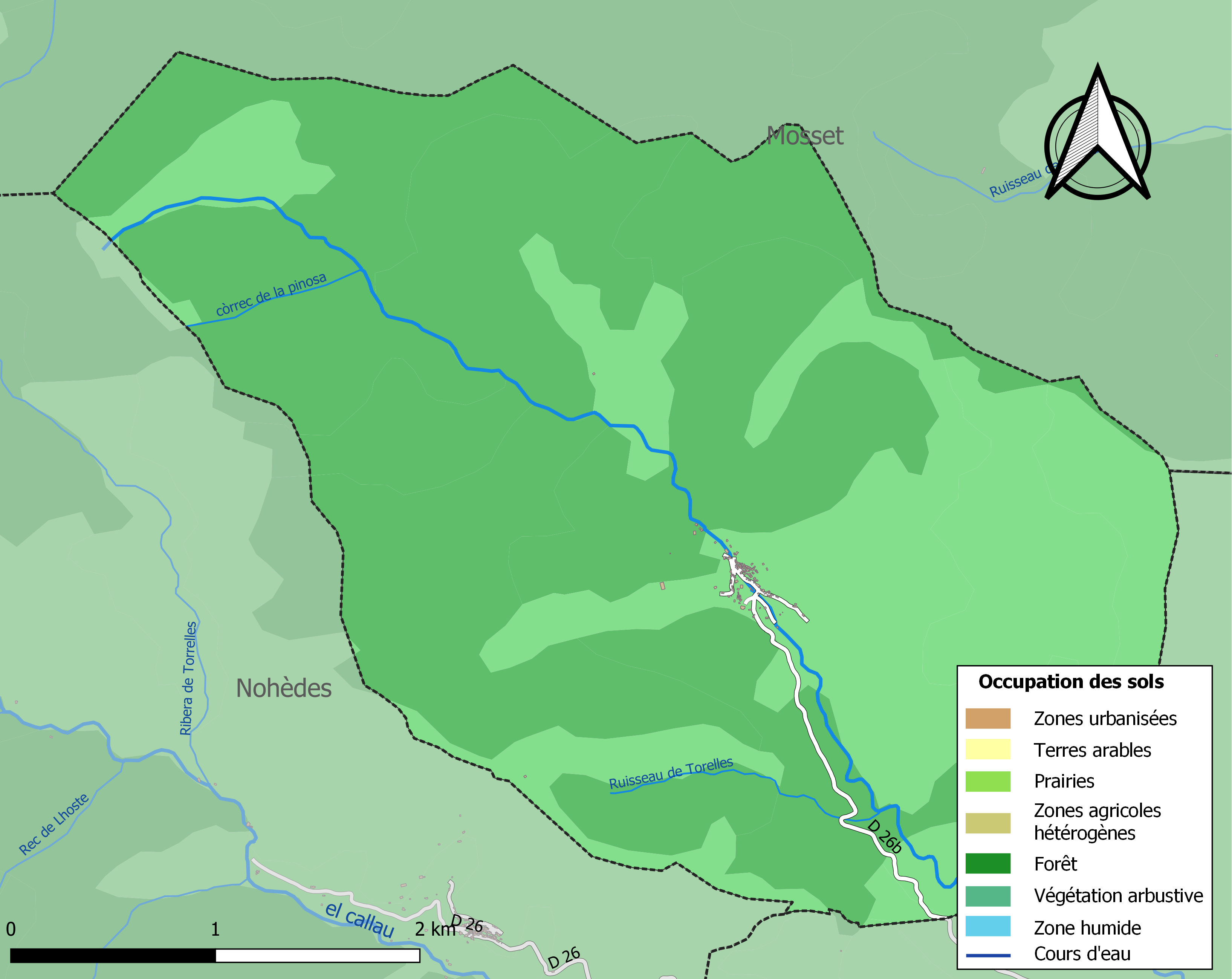
Carte des infrastructures et de l'occupation des sols de la commune en 2018 (CLC).

### Risques majeurs
Le territoire de la commune d'Urbanya est vulnérable à différents aléas naturels : inondations, climatiques (grand froid ou canicule), feux de forêt, mouvements de terrain et séisme (sismicité moyenne). Il est également exposé à un risque particulier, le risque radon,.

#### Risques naturels

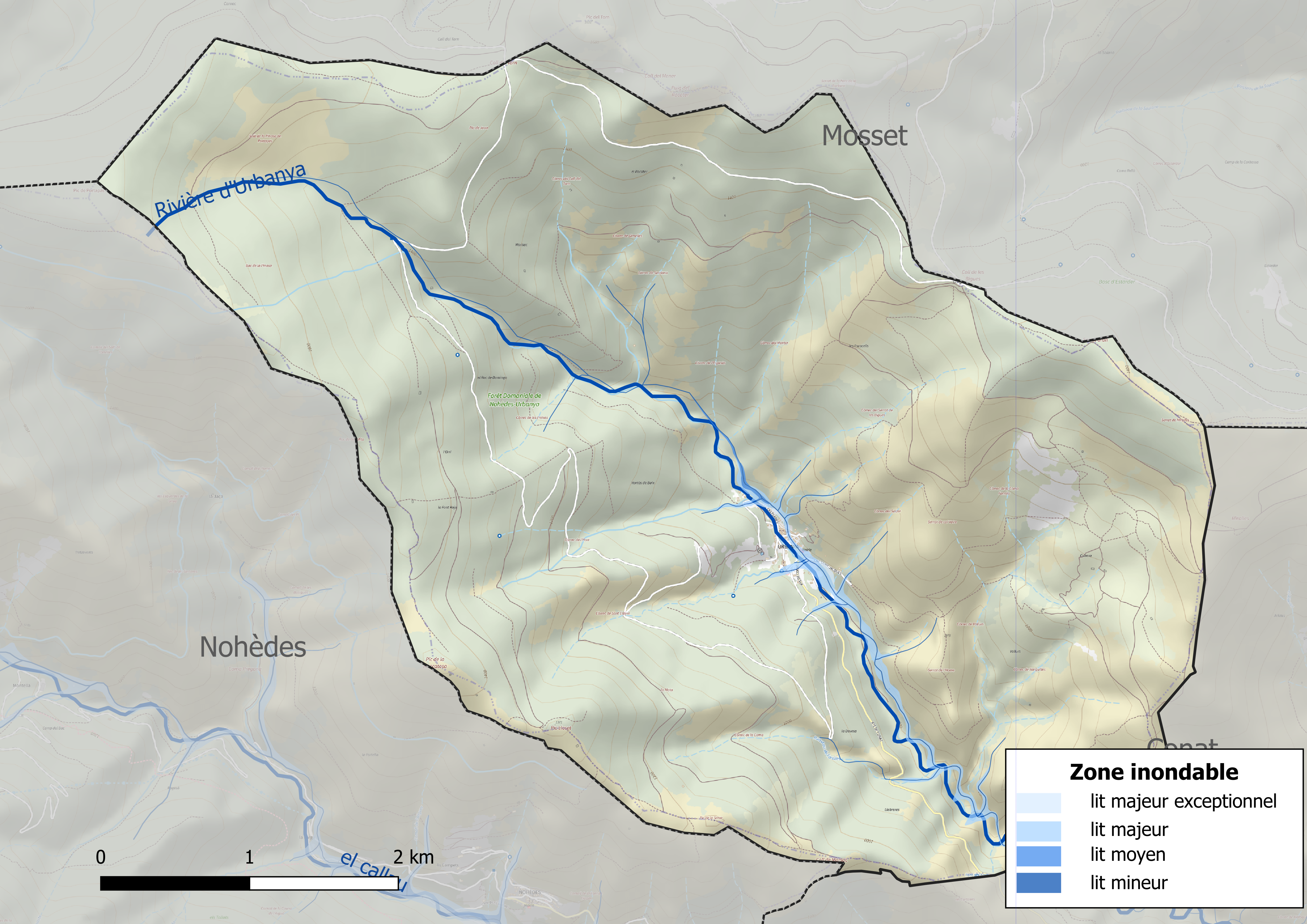
Zones inondables de la commune d'Urbanya.

Certaines parties du territoire communal sont susceptibles d’être affectées par le risque d’inondation par crue torrentielle de cours d'eau du bassin de la Têt.
Les mouvements de terrain susceptibles de se produire dans la commune sont soit des glissements de terrain, soit des chutes de blocs, soit des effondrements liés à des cavités souterraines. L'inventaire national des cavités souterraines permet par ailleurs de localiser celles situées dans la commune

#### Risque particulier
Dans plusieurs parties du territoire national, le radon, accumulé dans certains logements ou autres locaux, peut constituer une source significative d’exposition de la population aux rayonnements ionisants. Toutes les communes du département sont concernées par le risque radon à un niveau plus ou moins élevé. Selon la classification de 2018, la commune d'Urbanya est classée en zone 3, à savoir zone à potentiel radon significatif.

## Toponymie
Le nom de la commune en catalan est Orbanyà.
Le lieu est mentionné sous le nom d'Orbagnan en 1186 et Orbananum en 1279. L'origine du nom est probablement romaine : le domaine d'Orbanus.

## Histoire

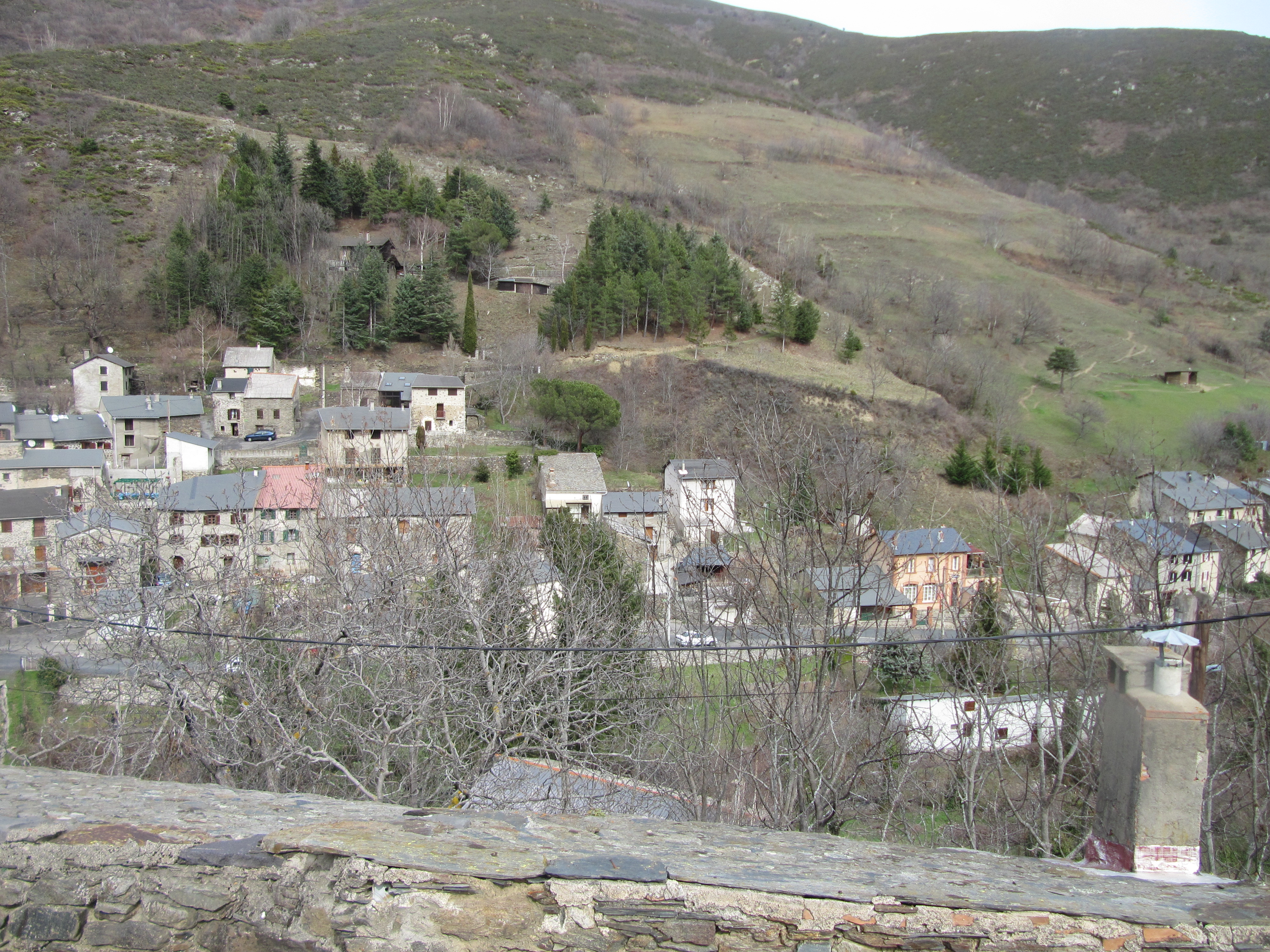
Les maisons d'Urbanya

Le village d'Urbanya est mentionné pour la première fois le 16 juin 1186 comme étant une possession des seigneurs de Conat, dans un acte signé par Guillem-Bernard de Paracols, époux de Blanche de Conat.
Village de 96 maisons, Urbanya compte près de 500 habitants dans les années 1830. Le village est alors doté d'une école communale, d'un café et d'artisans, comme un ferronnier.
Une tempête de pluie et de grêle touche la commune en septembre 1907 et provoque des dégâts considérables sur les ponts, routes et chemins. En 1913, une route est construite et c'est paradoxalement le début de la désertification du village, trop isolé. L'école ferme dans les années 1950, tout comme l'unique café.
Malgré la distance qui la sépare de ce territoire, la commune d'Urbanya est rattachée à Ria-Sirach par arrêté préfectoral du 26 février 1973 pour former la nouvelle commune de Ria-Sirach-Urbanya. Urbanya retrouve son indépendance dix ans plus tard par arrêté préfectoral du 16 février 1983.

## Politique et administration
À compter des élections départementales de 2015, la commune est incluse dans le nouveau canton des Pyrénées catalanes.

### Administration municipale
La commune emploie un secrétaire de mairie qui est présent tous les vendredis matin à l'hôtel de Ville.

### Liste des maires
| Période                          | Période  | Identité         | Étiquette | Qualité |
| -------------------------------- | -------- | ---------------- | --------- | ------- |
| mars 2001, réélu en 2008 et 2014 | 2020     | Jean-Paul Sangla | DVD       |         |
| 2020                             | En cours | Jean Servat      |           |         |

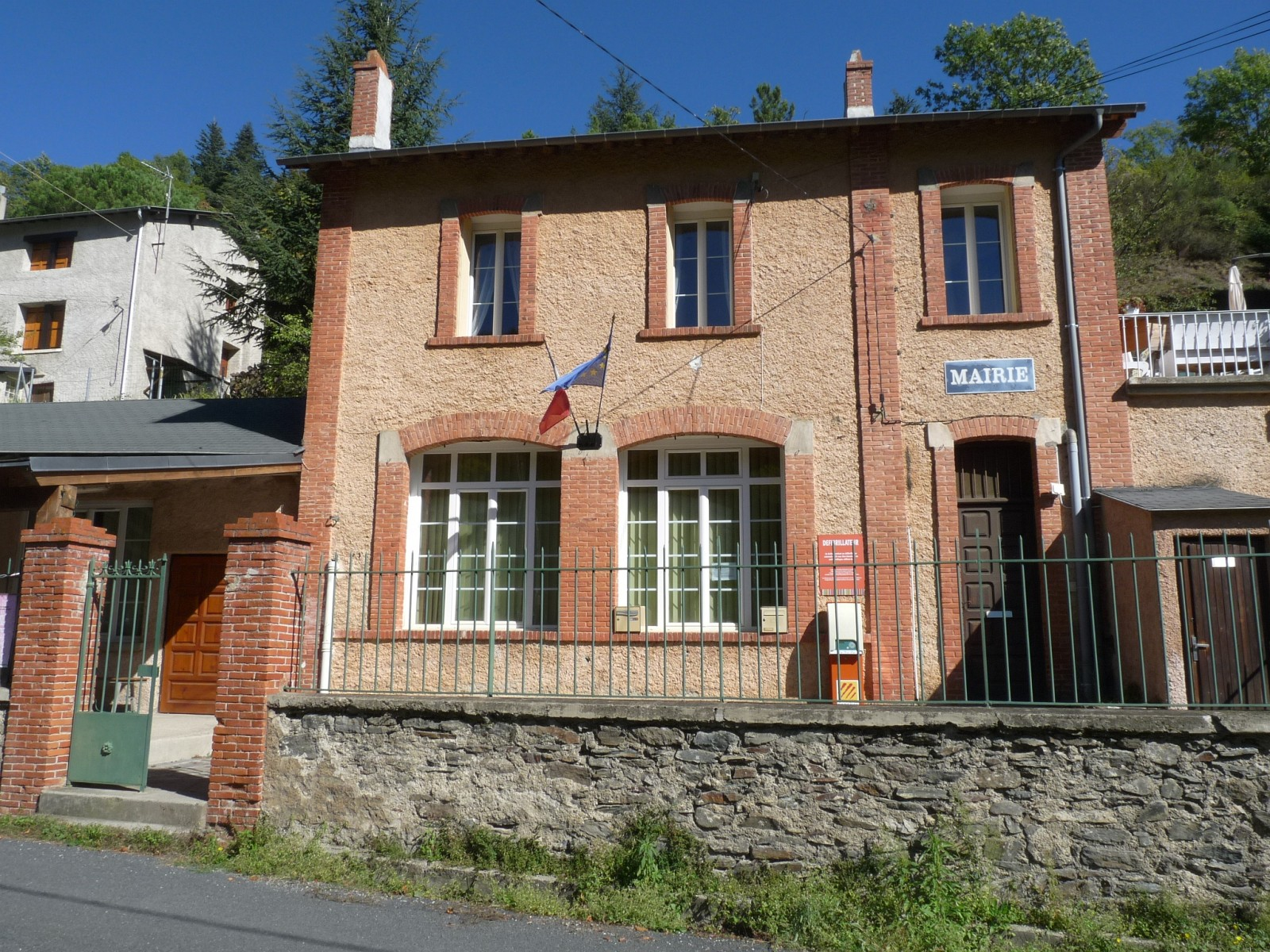
La mairie

La commune est située dans le Parc naturel régional des Pyrénées catalanes. Elle est membre de la Communauté de communes du Conflent.

## Population et société

### Démographie ancienne
La population est exprimée en nombre de feux (f) ou d'habitants (H).
| 1378 | 1515 | 1709 | 1720 | 1767  | 1774 | 1789 |
| ---- | ---- | ---- | ---- | ----- | ---- | ---- |
| 8 f  | 4 f  | 46 f | 20 f | 275 H | 61 f | 66 f |

### Démographie contemporaine
L'évolution du nombre d'habitants est connue à travers les recensements de la population effectués dans la commune depuis 1793. Pour les communes de moins de 10 000 habitants, une enquête de recensement portant sur toute la population est réalisée tous les cinq ans, les populations de référence des années intermédiaires étant quant à elles estimées par interpolation ou extrapolation. Pour la commune, le premier recensement exhaustif entrant dans le cadre du nouveau dispositif a été réalisé en 2005.

En 2022, la commune comptait 45 habitants, en évolution de −11,76 % par rapport à 2016 (Pyrénées-Orientales : +3,92 %, France hors Mayotte : +2,11 %).
| 1793 | 1800 | 1806 | 1821 | 1831 | 1836 | 1841 | 1846 | 1851 |
| ---- | ---- | ---- | ---- | ---- | ---- | ---- | ---- | ---- |
| 359  | 329  | 406  | 461  | 488  | 459  | 454  | 437  | 436  |

| 1856 | 1861 | 1866 | 1872 | 1876 | 1881 | 1886 | 1891 | 1896 |
| ---- | ---- | ---- | ---- | ---- | ---- | ---- | ---- | ---- |
| 436  | 409  | 409  | 380  | 338  | 273  | 312  | 333  | 304  |

| 1901 | 1906 | 1911 | 1921 | 1926 | 1931 | 1936 | 1946 | 1954 |
| ---- | ---- | ---- | ---- | ---- | ---- | ---- | ---- | ---- |
| 253  | 275  | 244  | 188  | 153  | 124  | 88   | 70   | 44   |

| 1962 | 1968 | 1990 | 1999 | 2005 | 2006 | 2010 | 2015 | 2020 |
| ---- | ---- | ---- | ---- | ---- | ---- | ---- | ---- | ---- |
| 44   | 14   | 33   | 28   | 56   | 57   | 11   | 46   | 47   |

| 2022 | - | - | - | - | - | - | - | - |
| ---- | - | - | - | - | - | - | - | - |
| 45   | - | - | - | - | - | - | - | - |

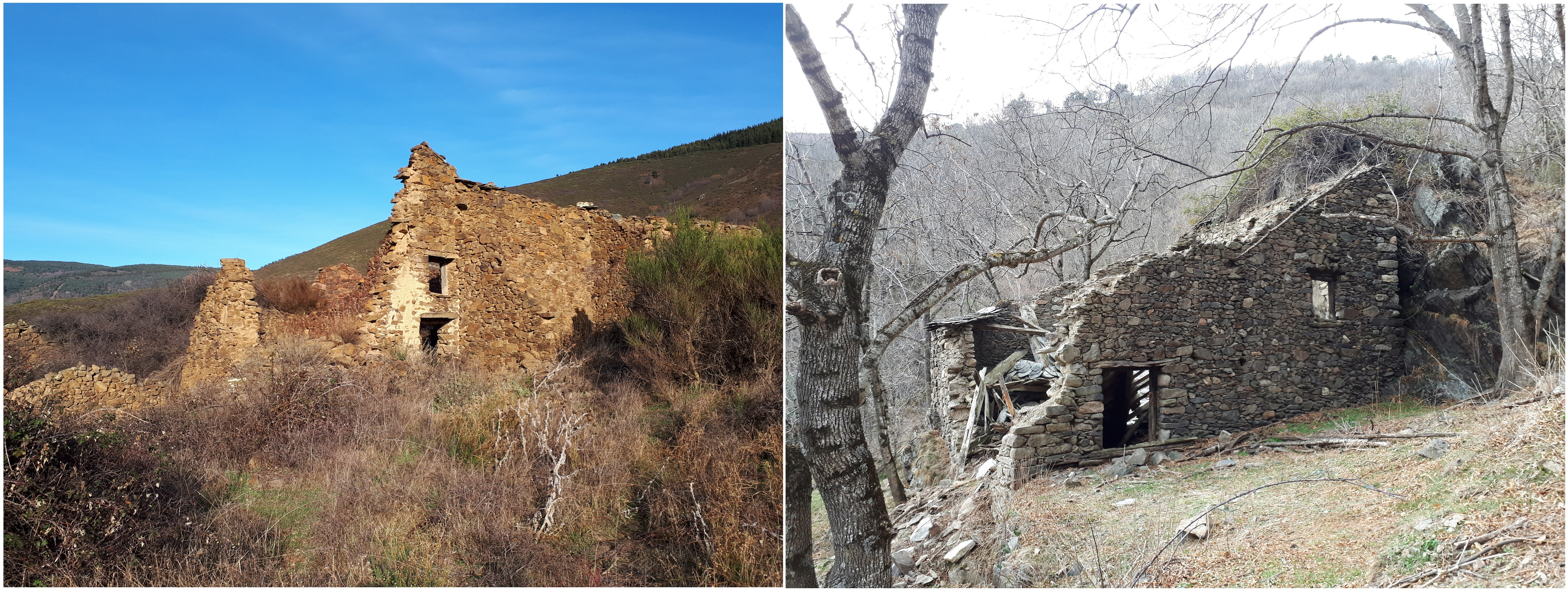
Les collines au-dessus du village sont parsemées de ruines de fermes construites en pierre locale. Elles sont le témoin d'une époque où la population agricole de la commune était beaucoup plus importante qu'aujourd'hui.

Note : Pour 1975 et 1982, la population d'Urbanya est recensée au sein de la commune de Ria-Sirach-Urbanya.
| selon la population municipale des années : | 1968 | 1975 | 1982 | 1990 | 1999 | 2006 | 2009 | 2013 |
| Rang de la commune dans le département      | 230  |      |      | 204  | 222  | 201  | 220  | 223  |
| Nombre de communes du département           | 232  | 217  | 220  | 225  | 226  | 226  | 226  | 226  |

### Enseignement
L'école est fermée depuis le début des années 1950. Les dernières années de son activité, l'instituteur faisait cours alternativement une semaine sur deux à Nohèdes et à Urbanya. Aujourd'hui, l'école et son préau ont été transformés en salle des fêtes, très active durant l'été.

### Manifestations culturelles et festivités
- Fête patronale : 26 décembre[35].

### Santé
Un défibrillateur, financé par le Conseil départemental, est en libre accès sur la façade de la mairie.

### Sports
Un panier de basket a été installé à l'entrée du village et un babyfoot est en libre accès dans la salle attenante à la mairie.

## Économie
Deux agriculteurs sont présents dans la commune (un exploitant de fruits rouges et une éleveuse de bovins).
Un conseiller économique exerce son métier dans la commune et en télétravail.
Deux gîtes accueillent des visiteurs tout au long de l'année.
Le village est équipé en Wi-Fi.
Un nouveau forage d'eau potable est mis en place, ainsi que l'éclairage des voies publiques et le tri sélectif.

## Culture locale et patrimoine

### Monuments et lieux touristiques

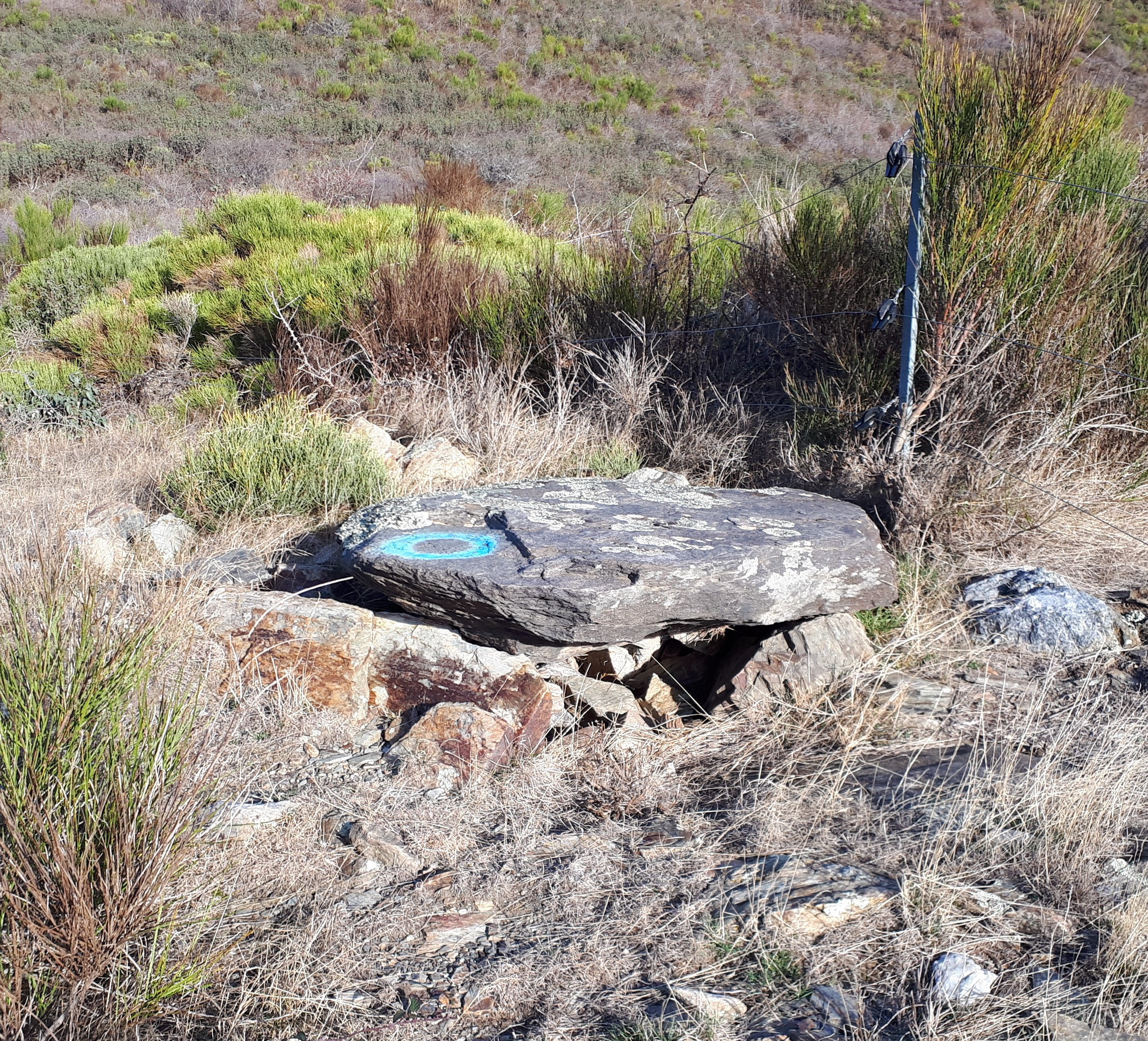
Dolmen du Roc de Jornac

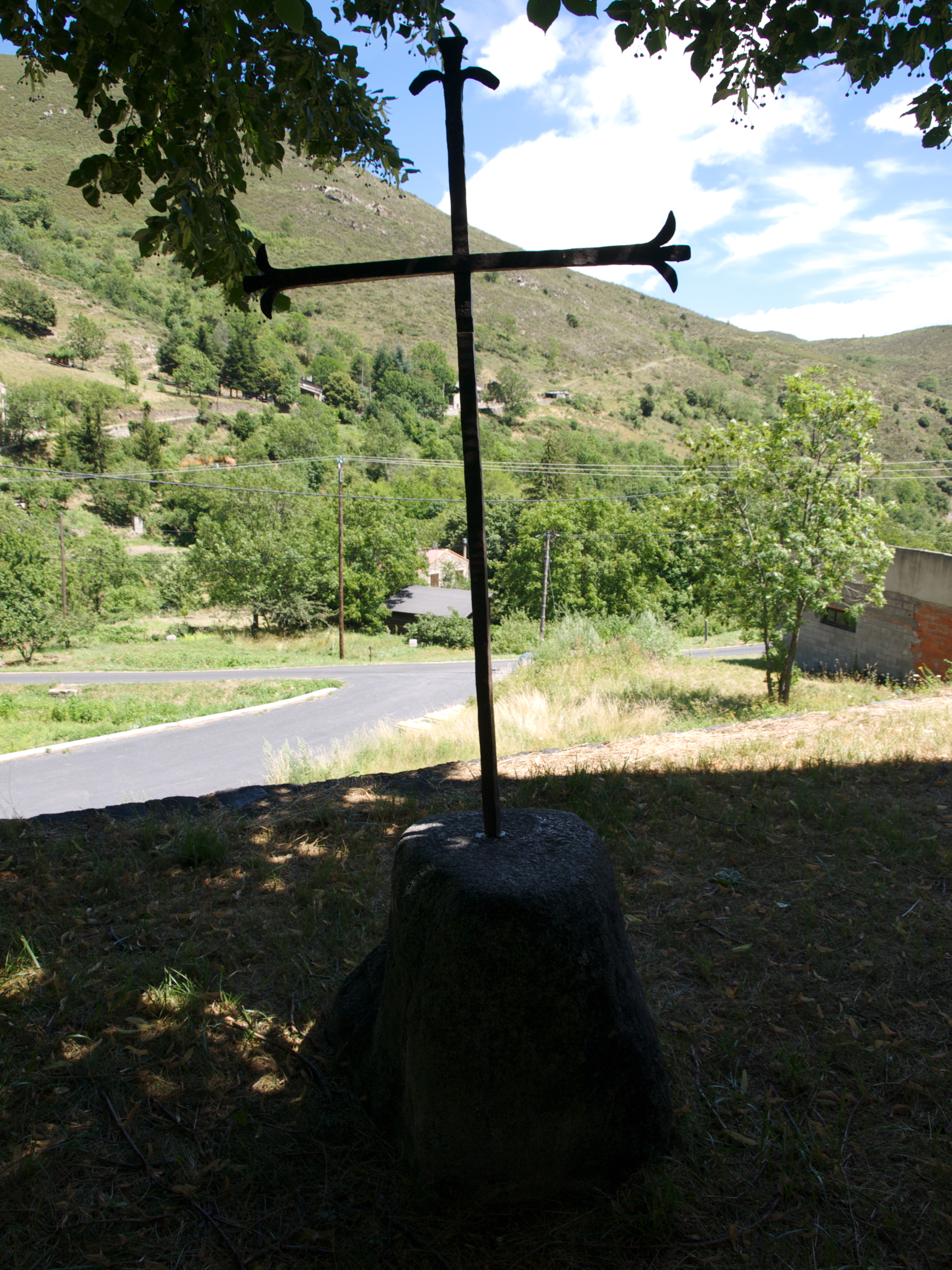
Une croix processionnelle face au Canigou

Le dolmen du Roc de Jornac est situé à la limite avec la commune de Conat.
Église Saint-Étienne
Oratoire
L‘oratoire est situé dans le village, en bordure du chemin. Fait de vieilles pierres apparentes et patinées par le temps, sa niche renferme une vieille statue d’époque[Laquelle ?], partagée en deux. Une petite ouverture, pratiquée dans le corps même de l’oratoire, semble marquer l’emplacement d’une ancienne fontaine.
Fontaines et petit patrimoine bâti
Une fontaine est présente dans le centre du village, el font del Cirer.
Des lavoirs sont observables à la partie amont du village.
Les terrains aux alentours sont tous façonnés par des murs en pierres sèches. Marques de l'activité agricole passée, c'est aujourd'hui tout un réseau de sentiers qui est balisé par ce patrimoine millénaire. Ces balades sont parsemées de cabanes pastorales en schiste et d'orris.

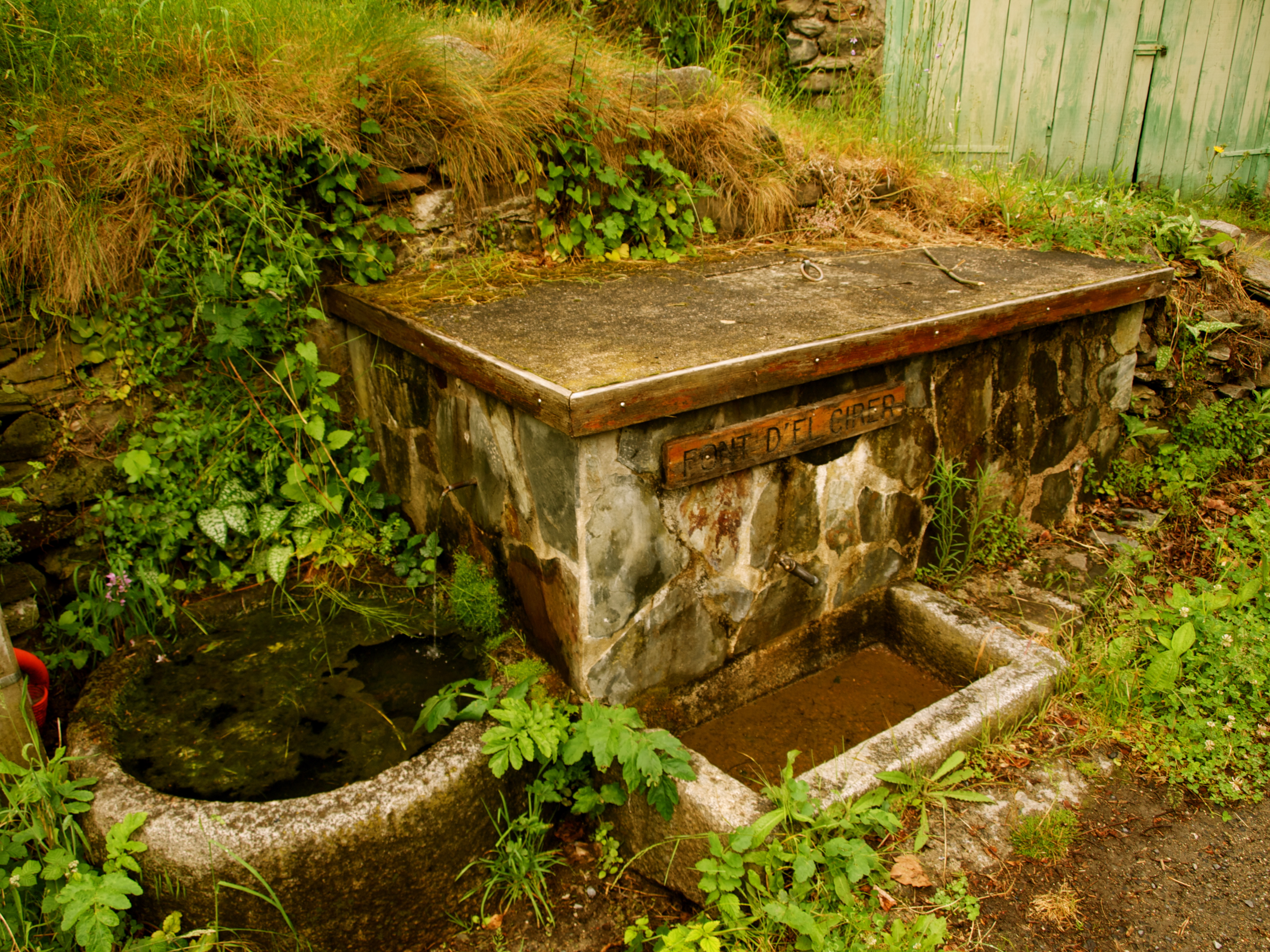
El font del Cirer
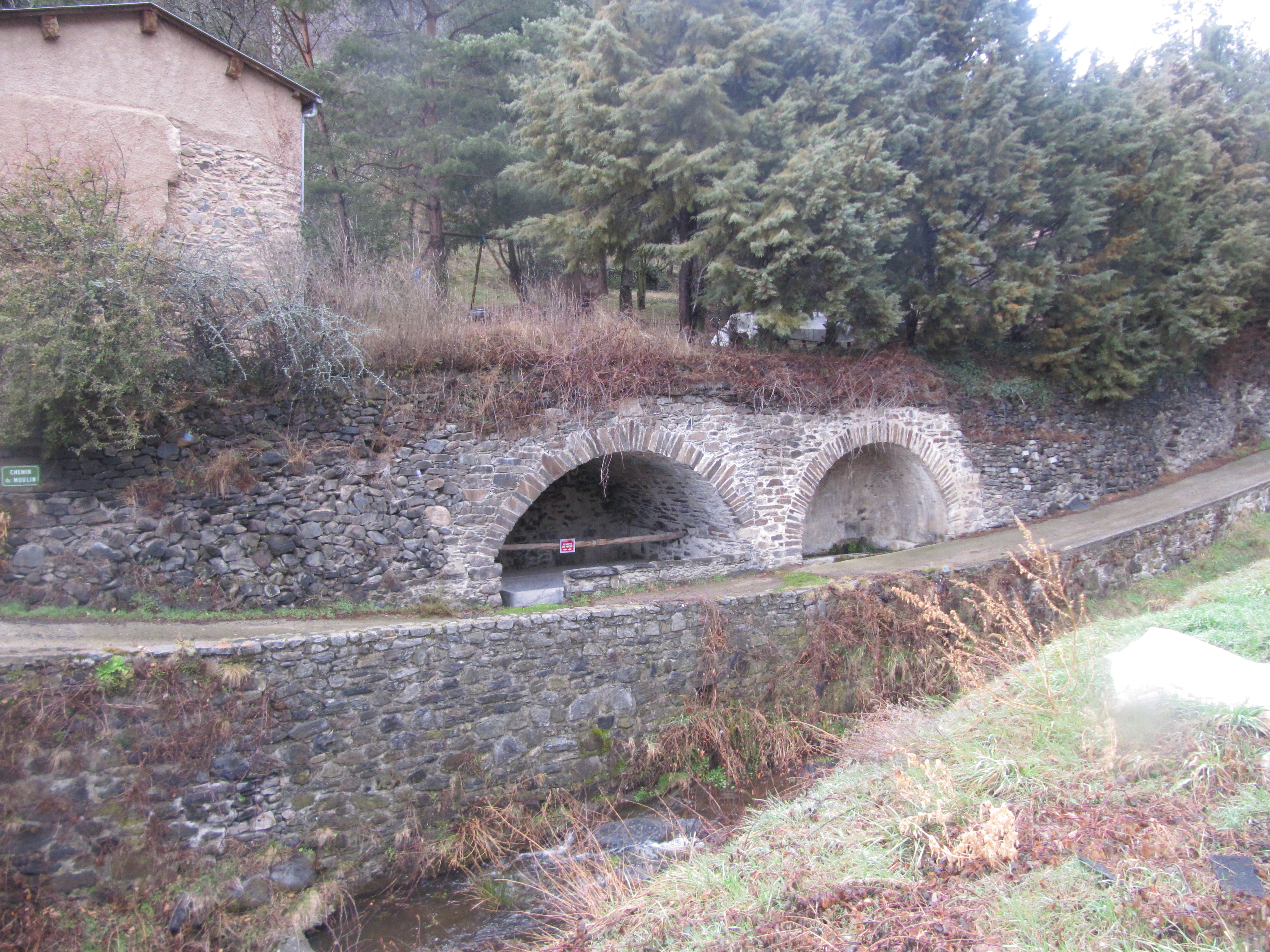
Les lavoirs
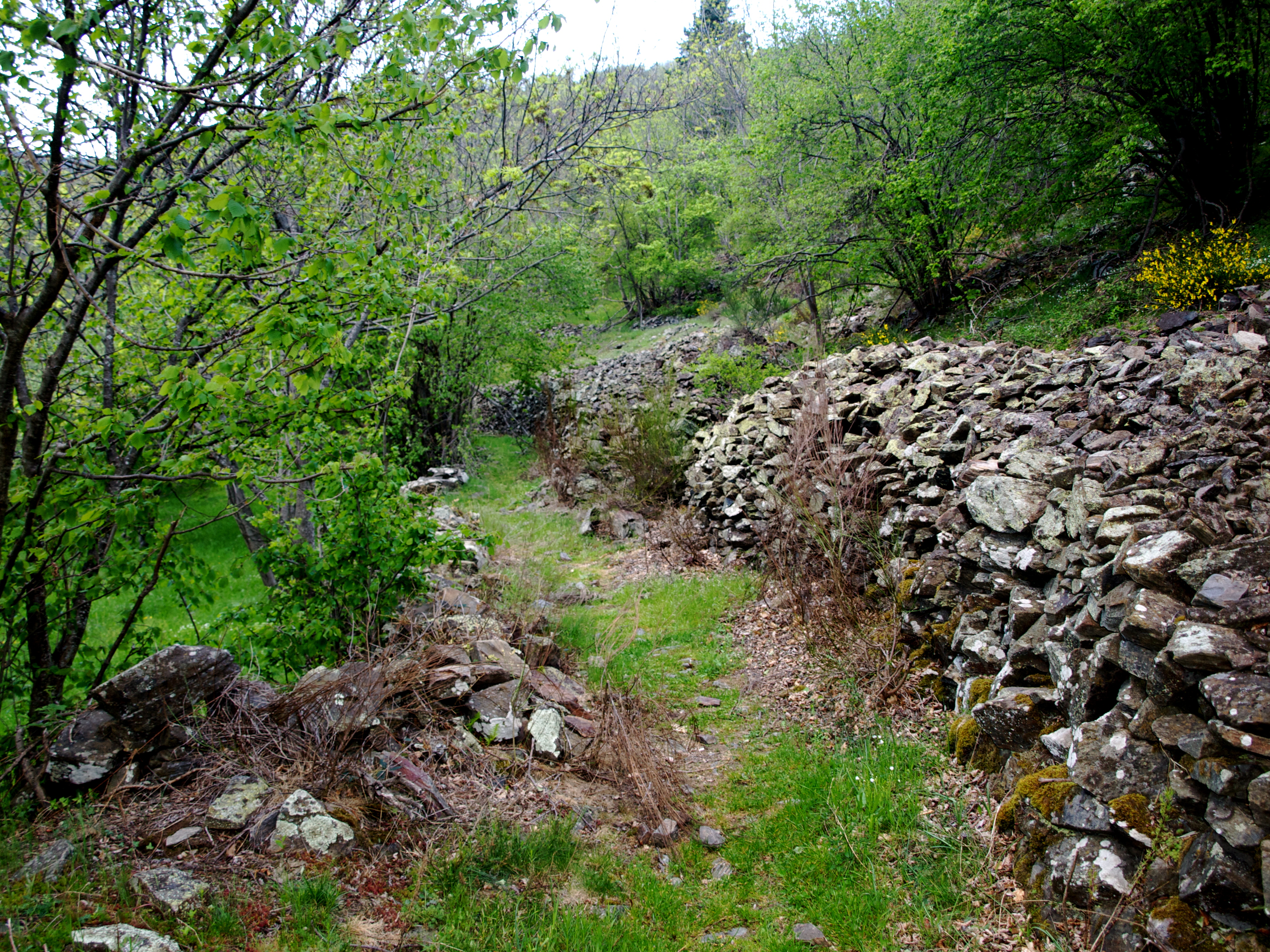
Les murs de pierres sèches
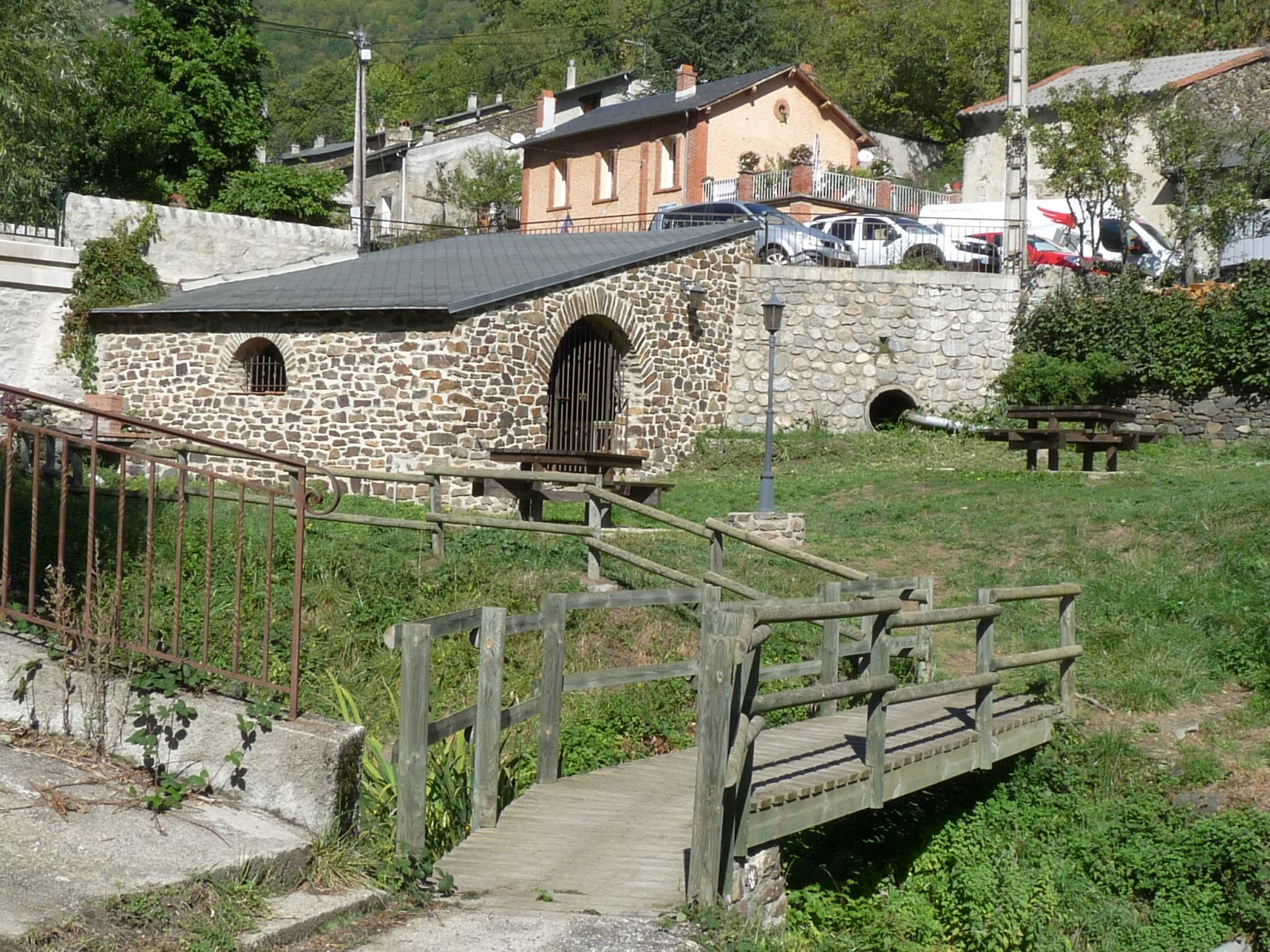
Passerelle à la maison de la chasse

Curiosités
- Cadrans solaires : la rue du cadran solaire héberge plusieurs cadrans solaires dont un qui porte l'inscription Cave ultima (« Attention à la dernière [heure] » en latin).
- Les fours à pain : de très nombreux fours à pain forment une excroissance sur certaines maisons.
- Les restes d'un château : il reste encore quelques vestiges d'un ancien château en ruines dont le seigneur dépendait de la baronnie de Conat en 1100.
- Un Christ sur sa croix est présent avant le premier pont du village, en bordure de rivière.

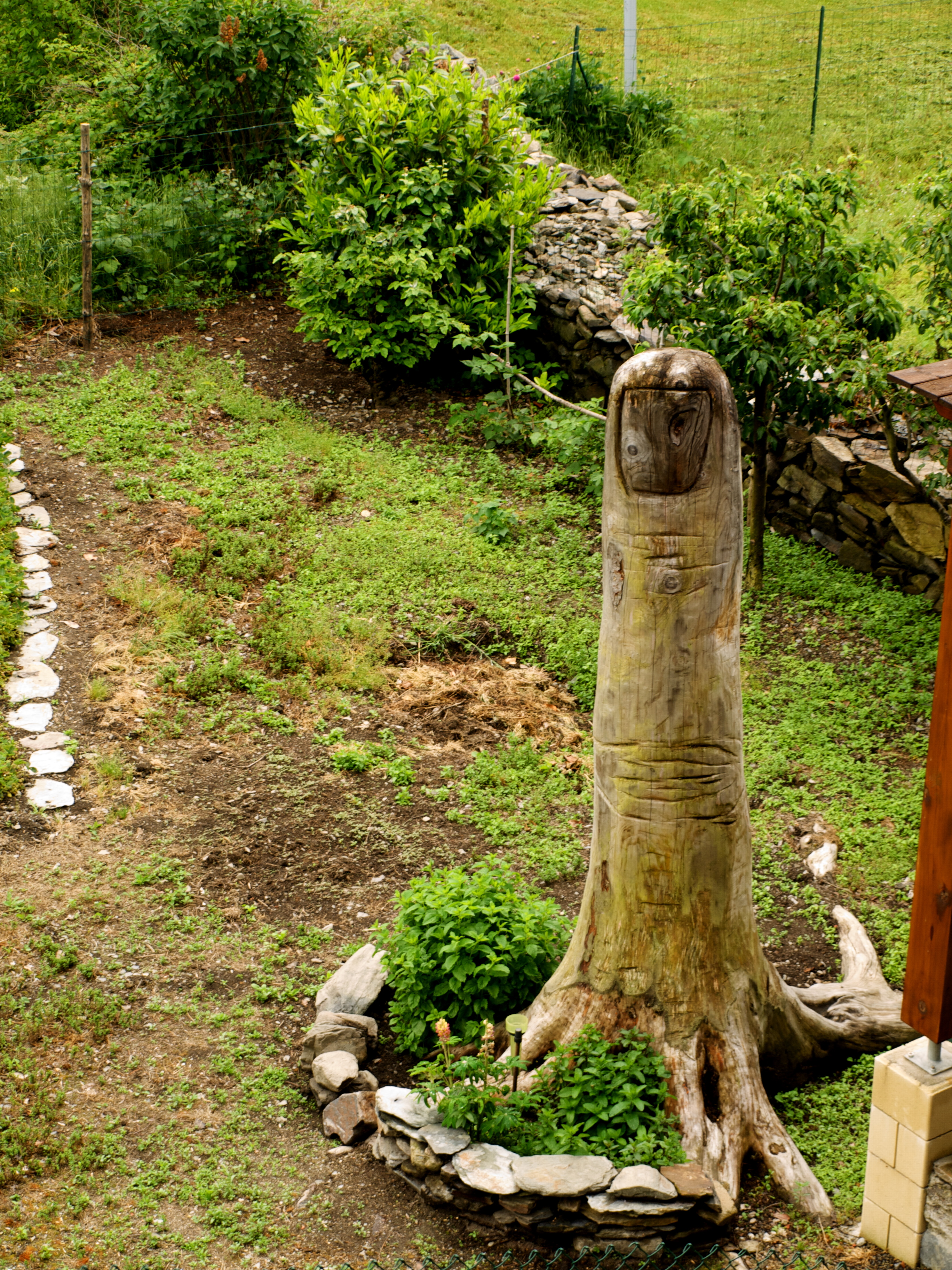
Un doigt géant en bois.
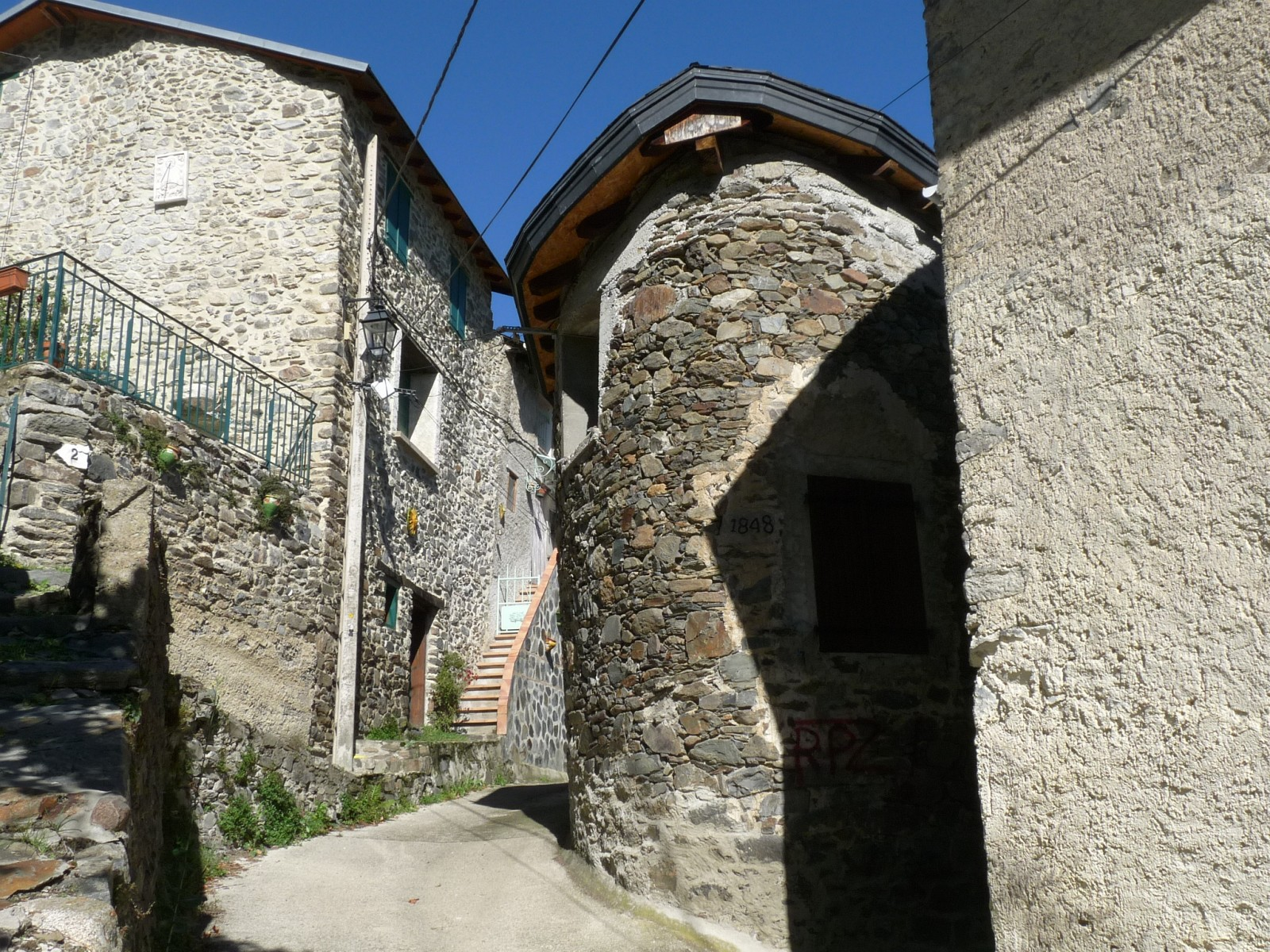
Une rue

### Patrimoine naturel
Entre le 19 et le 22 juillet 1986, un important incendie brûla 1260 hectares entre Mosset, Urbanya et les hauteurs de Conat. De nombreuses voies de défense des forêts contre l’incendie (DFCI) ont été aménagées autour d'Urbanya qui servent également aux VTTistes, randonneurs et cavaliers.